# Ізотопна модифікація
Ізотопно модифікований - термін стосується хімічних сполук,  що мають такий макроскопічний
склад, де ізотопне співвідношення нуклідів принаймні одного
з елементів є більшим, ніж природне. Ізотопно заміщений та
ізотопно мічений не є синонімами цього терміна. 
Ізотопно немодифікований - термін  стосується  сполук,  які  мають  такий  же  склад,  як  і
сполуки, що зустрічаються в природі. Нукліди в таких сполуках знаходяться в пропорціях, властивих для природних спо-лук. Їх формули записуються, як для звичайних сполук (СН4).